# Cléré-les-Pins
Pour les articles homonymes, voir Cléré.
Cléré-les-Pins est une commune française du département d'Indre-et-Loire, dans la région Centre-Val de Loire.

## Géographie
|                      | Courcelles-de-Touraine | Souvigné             |
| Savigné-sur-Lathan   | Cléré-les-Pins         | Ambillou             |
| Avrillé-les-Ponceaux |                        | Mazières-de-Touraine |

### Localisation
Située à environ 27 kilomètres au nord-ouest de Tours, la commune se place au centre de la RD 34 reliant Cinq-Mars-la-Pile à Château-la-Vallière.

### Hydrographie

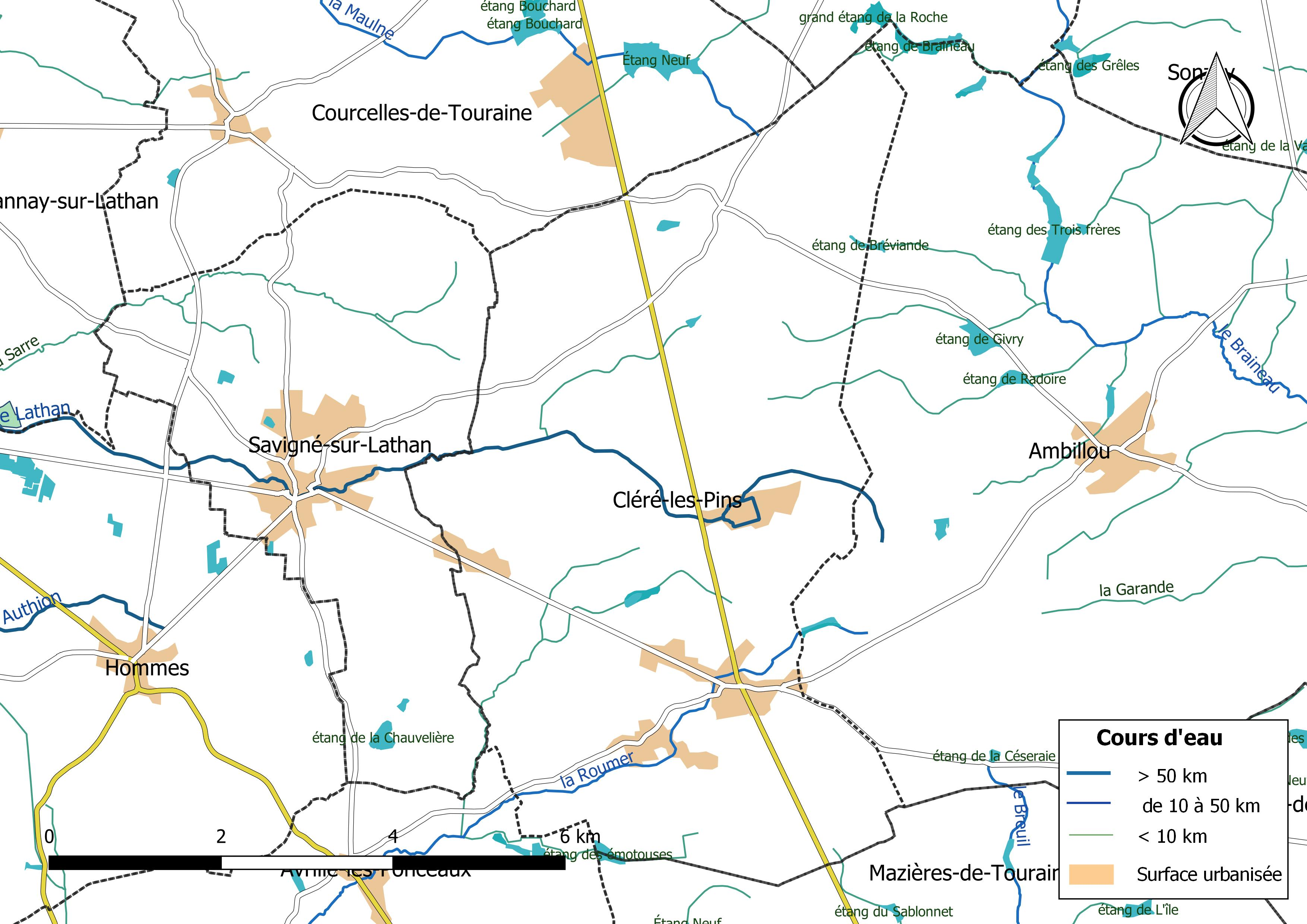
Réseau hydrographique de Cléré-les-Pins.

Le réseau hydrographique communal, d'une longueur totale de 22,53 km, comprend trois cours d'eau notables, le Lathan (5,52 km) et la Maulne (0,062 km) et la Roumer (4,435 km), et huit petits cours d'eau pour certains temporaires,.
Le Lathan, d'une longueur totale de 57,9 km, prend sa source dans la commune d'Ambillou et conflue en rive droite de l'Authion à Beaufort-en-Anjou (Maine-et-Loire), après avoir traversé 16 communes. 
Sur le plan piscicole, le Lathan est classé en deuxième catégorie piscicole. Le groupe biologique dominant est constitué essentiellement de poissons blancs (cyprinidés) et de carnassiers (brochet, sandre et perche).
La Maulne, d'une longueur totale de 28,7 km, prend sa source au nord de Courcelles-de-Touraine et se jette dans le Loir à La Chapelle-aux-Choux, après avoir traversé 10 communes. 
Sur le plan piscicole, la Maulne est également classée en première catégorie piscicole
La Roumer, d'une longueur totale de 27,3 km, prend sa source dans la commune d'Ambillou et se jette dans la Loire à Langeais, après avoir traversé 6 communes. 
Sur le plan piscicole, la Roumer est également classée en deuxième catégorie piscicole.
Sept zones humides ont été répertoriées sur la commune par la direction départementale des territoires (DDT) et le conseil départemental d'Indre-et-Loire : « l'étang des Émotouses », « la vallée de la Roumer de Cléré-les-Pins à Saint-Symphorien-les-Ponceaux », « l'étang des Roucherets », « l'étang de la Chétardière », « l'étang de Bréviande », « l'étang de la Marchotière » et « l'étang de Baigne-Chien »,.

### Climat
Pour des articles plus généraux, voir Climat du Centre-Val de Loire et Climat d'Indre-et-Loire.
En 2010, le climat de la commune est de type climat océanique dégradé des plaines du Centre et du Nord, selon une étude du CNRS s'appuyant sur une série de données couvrant la période 1971-2000. En 2020, Météo-France publie une typologie des climats de la France métropolitaine dans laquelle la commune est dans une zone de transition entre le climat océanique et le climat océanique altéré et est dans la région climatique Moyenne vallée de la Loire, caractérisée par une bonne insolation (1 850 h/an) et un été peu pluvieux.
Pour la période 1971-2000, la température annuelle moyenne est de 11,2 °C, avec une amplitude thermique annuelle de 15 °C. Le cumul annuel moyen de précipitations est de 713 mm, avec 11,2 jours de précipitations en janvier et 6,8 jours en juillet. Pour la période 1991-2020, la température moyenne annuelle observée sur la station météorologique de Météo-France la plus proche, sur la commune de Channay-sur-Lathan à 11 km à vol d'oiseau, est de 12,1 °C et le cumul annuel moyen de précipitations est de 708,7 mm,. Pour l'avenir, les paramètres climatiques de la commune estimés pour 2050 selon différents scénarios d'émission de gaz à effet de serre sont consultables sur un site dédié publié par Météo-France en novembre 2022.

## Urbanisme

### Typologie
Au 1er janvier 2024, Cléré-les-Pins est catégorisée bourg rural, selon la nouvelle grille communale de densité à sept niveaux définie par l'Insee en 2022.
Elle est située hors unité urbaine. Par ailleurs la commune fait partie de l'aire d'attraction de Tours, dont elle est une commune de la couronne,. Cette aire, qui regroupe 162 communes, est catégorisée dans les aires de 200 000 à moins de 700 000 habitants,.

### Occupation des sols
L'occupation des sols de la commune, telle qu'elle ressort de la base de données européenne d’occupation biophysique des sols Corine Land Cover (CLC), est marquée par l'importance des territoires agricoles (58,5 % en 2018), une proportion identique à celle de 1990 (58,5 %). La répartition détaillée en 2018 est la suivante : 
forêts (37,1 %), prairies (34 %), terres arables (16 %), zones agricoles hétérogènes (8,5 %), zones urbanisées (3,4 %), espaces verts artificialisés, non agricoles (1 %). L'évolution de l’occupation des sols de la commune et de ses infrastructures peut être observée sur les différentes représentations cartographiques du territoire : la carte de Cassini (XVIIIe siècle), la carte d'état-major (1820-1866) et les cartes ou photos aériennes de l'IGN pour la période actuelle (1950 à aujourd'hui).

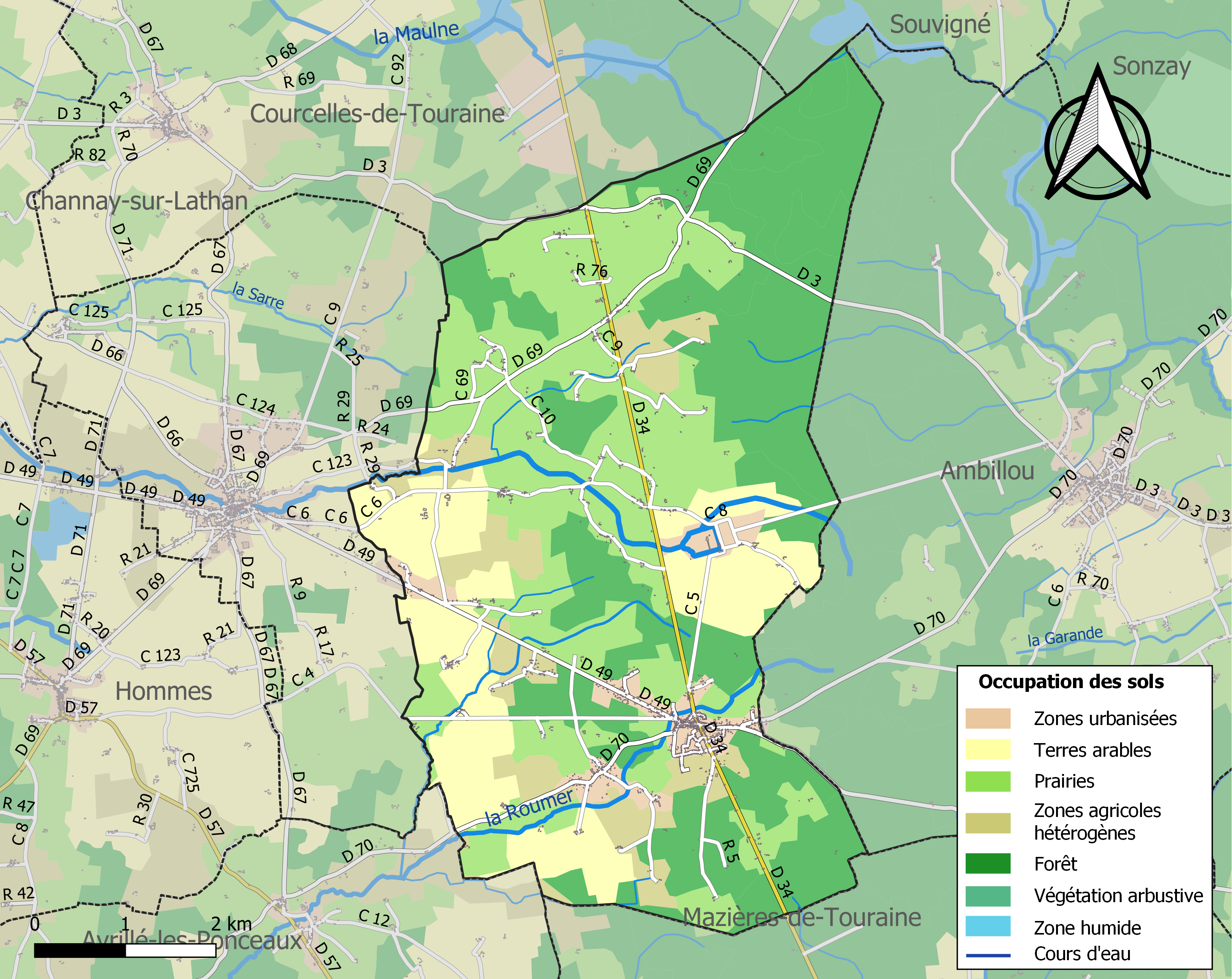
Carte des infrastructures et de l'occupation des sols de la commune en 2018 (CLC).

### Risques majeurs
Le territoire de la commune de Cléré-les-Pins est vulnérable à différents aléas naturels : météorologiques (tempête, orage, neige, grand froid, canicule ou sécheresse), feux de forêts et séisme (sismicité faible). Un site publié par le BRGM permet d'évaluer simplement et rapidement les risques d'un bien localisé soit par son adresse soit par le numéro de sa parcelle.
Pour anticiper une remontée des risques de feux de forêt et de végétation vers le nord de la France en lien avec le dérèglement climatique, les services de l’État en région Centre-Val de Loire (DREAL, DRAAF, DDT) avec les SDIS ont réalisé en 2021 un atlas régional du risque de feux de forêt, permettant d’améliorer la connaissance sur les massifs les plus exposés. La commune, étant pour partie dans le massif de Bourgueil, est classée au niveau de risque 1, sur une échelle qui en comporte quatre (1 étant le niveau maximal).

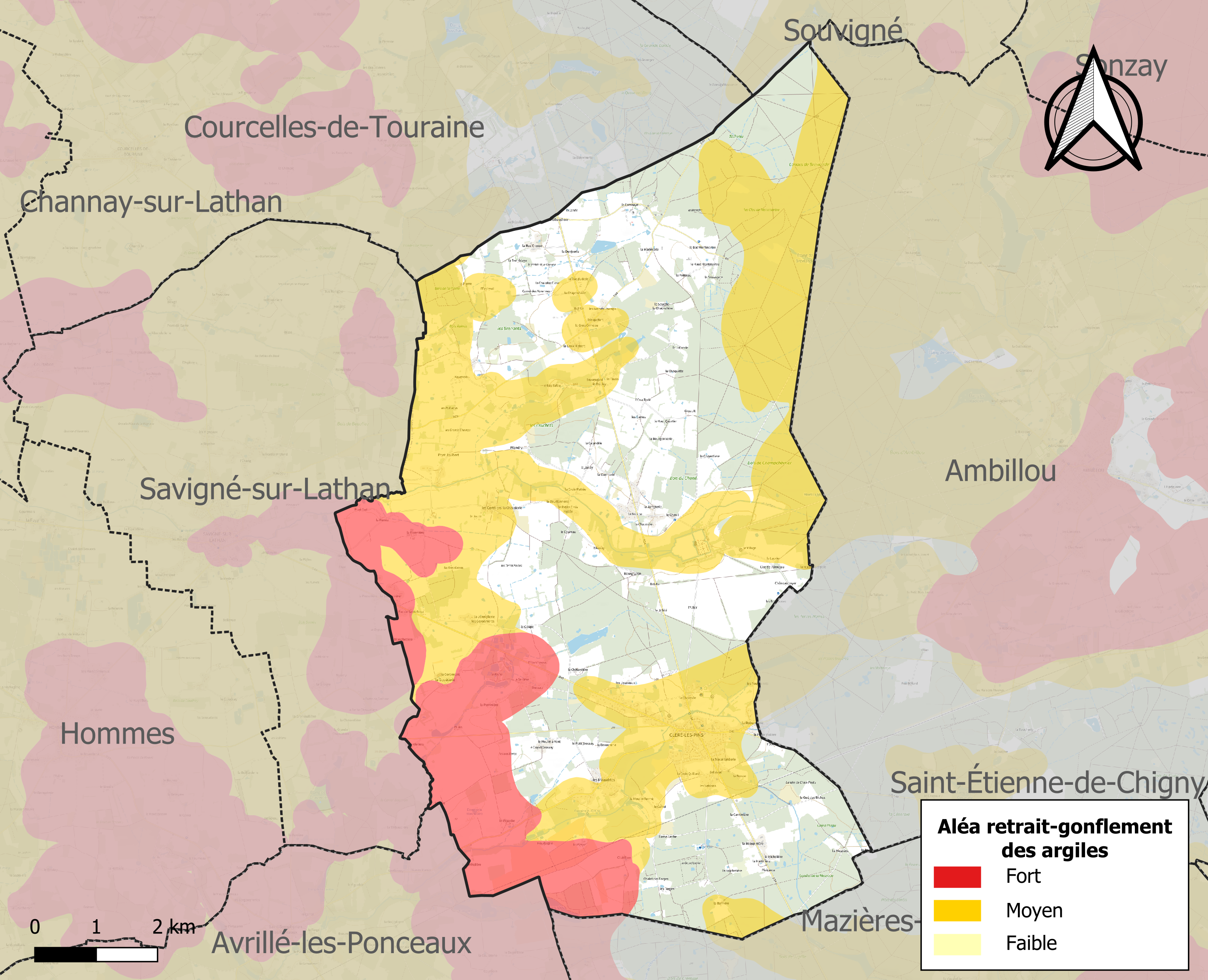
Carte des zones d'aléa retrait-gonflement des sols argileux de Cléré-les-Pins.

Le retrait-gonflement des sols argileux est susceptible d'engendrer des dommages importants aux bâtiments en cas d’alternance de périodes de sécheresse et de pluie. 52,7 % de la superficie communale est en aléa moyen ou fort (90,2 % au niveau départemental et 48,5 % au niveau national). Sur les 672 bâtiments dénombrés sur la commune en 2019, 527 sont en aléa moyen ou fort, soit 78 %, à comparer aux 91 % au niveau départemental et 54 % au niveau national. Une cartographie de l'exposition du territoire national au retrait gonflement des sols argileux est disponible sur le site du BRGM,.
Concernant les mouvements de terrains, la commune a été reconnue en état de catastrophe naturelle au titre des dommages causés par la sécheresse en 1996 et 2005 et par des mouvements de terrain en 1999.

## Politique et administration

### Liste des maires
| Période                                  | Période       | Identité                                       | Étiquette | Qualité                          |
| ---------------------------------------- | ------------- | ---------------------------------------------- | --------- | -------------------------------- |
|                                          |               |                                                |           |                                  |
| vers 1855                                |               | Baron René La Ruë du Can (11/9/1783-20/2/1860) |           | chevalier de la Légion d'honneur |
| 1977                                     | 1989          | Gustave Tulasne                                | app.CNI   |                                  |
| maire en 1968                            | ?             | Gaston Odet                                    | FGDS      |                                  |
| mars 2001                                | mars 2008     | Gérard Guillerme                               |           |                                  |
| mars 2008                                | Décembre 2009 | Alain Kuntz                                    |           |                                  |
| janvier 2010                             | En cours      | Benoît Barot                                   | DVD       | Employé                          |
| Les données manquantes sont à compléter. |               |                                                |           |                                  |

### Tendances politiques et résultats
| Scrutin             | Scrutin             | 1er tour | 1er tour | 1er tour | 1er tour | 1er tour  | 1er tour | 1er tour | 1er tour  | 1er tour | 1er tour | 1er tour | 1er tour | 2d tour | 2d tour | 2d tour | 2d tour | 2d tour | 2d tour |
| Scrutin             | Scrutin             | 1er      | 1er      | %        | 2e       | 2e        | %        | 3e       | 3e        | %        | 4e       | 4e       | %        | 1er     | 1er     | %       | 2e      | 2e      | %       |
| ------------------- | ------------------- | -------- | -------- | -------- | -------- | --------- | -------- | -------- | --------- | -------- | -------- | -------- | -------- | ------- | ------- | ------- | ------- | ------- | ------- |
| Présidentielle 2017 | Présidentielle 2017 |          | FN       | 32,03    |          | EM        | 20,76    |          | LR        | 18,39    |          | LFI      | 14,23    |         | EM      | 52,73   |         | FN      | 47,27   |
| Présidentielle 2022 | Présidentielle 2022 |          | RN       | 32,47    |          | LREM      | 27,78    |          | LFI       | 13,09    |          | REC      | 7,41     |         | RN      | 51,80   |         | LREM    | 48,20   |
| Législatives 2022   | 5e                  |          | RN       | 31,86    |          | MoDem-Ens | 26,45    |          | PCF-Nupes | 13,23    |          | REC      | 8,62     |         | RN      | 52,62   |         | MoDem   | 47,38   |
| Législatives 2024   | 5e                  |          | RN       | 49,79    |          | MoDem-Ens | 19,72    |          | PCF-NFP   | 18,60    |          | LR       | 8,39     |         | RN      | 55,68   |         | MoDem   | 44,32   |

## Population et société

### Démographie
L'évolution du nombre d'habitants est connue à travers les recensements de la population effectués dans la commune depuis 1793. Pour les communes de moins de 10 000 habitants, une enquête de recensement portant sur toute la population est réalisée tous les cinq ans, les populations de référence des années intermédiaires étant quant à elles estimées par interpolation ou extrapolation. Pour la commune, le premier recensement exhaustif entrant dans le cadre du nouveau dispositif a été réalisé en 2004.

En 2022, la commune comptait 1 398 habitants, en évolution de −1,27 % par rapport à 2016 (Indre-et-Loire : +1,67 %, France hors Mayotte : +2,11 %).
| 1793  | 1800  | 1806  | 1821  | 1831  | 1836  | 1841  | 1846  | 1851  |
| ----- | ----- | ----- | ----- | ----- | ----- | ----- | ----- | ----- |
| 1 061 | 1 037 | 1 032 | 1 201 | 1 317 | 1 236 | 1 220 | 1 290 | 1 330 |

| 1856  | 1861  | 1866  | 1872  | 1876  | 1881  | 1886  | 1891  | 1896  |
| ----- | ----- | ----- | ----- | ----- | ----- | ----- | ----- | ----- |
| 1 370 | 1 338 | 1 323 | 1 230 | 1 239 | 1 213 | 1 174 | 1 186 | 1 179 |

| 1901  | 1906  | 1911  | 1921  | 1926  | 1931  | 1936  | 1946  | 1954  |
| ----- | ----- | ----- | ----- | ----- | ----- | ----- | ----- | ----- |
| 1 207 | 1 211 | 1 208 | 1 187 | 1 204 | 1 139 | 1 072 | 1 057 | 1 068 |

| 1962  | 1968 | 1975 | 1982 | 1990  | 1999  | 2004  | 2006  | 2009  |
| ----- | ---- | ---- | ---- | ----- | ----- | ----- | ----- | ----- |
| 1 004 | 909  | 797  | 891  | 1 049 | 1 166 | 1 157 | 1 166 | 1 273 |

| 2014  | 2019  | 2022  | - | - | - | - | - | - |
| ----- | ----- | ----- | - | - | - | - | - | - |
| 1 422 | 1 401 | 1 398 | - | - | - | - | - | - |

### Enseignement
Cléré-les-Pins se situe dans l'Académie d'Orléans-Tours (Zone B) et dans la circonscription de Saint-Cyr-sur-Loire.
L'école primaire accueille les élèves de la commune.

## Culture locale et patrimoine

### Lieux et monuments
Château de Champchevrier : château Renaissance, entouré de douves et habité par la famille La Ruë du Can depuis 1728. Il abrite le plus vieil équipage de France de chasse à courre.

### Personnalités liées à la commune
Brice Guidon, né à Cléré-les-Pins, champion d'Europe 2010 de boxe thaï, catégorie poids lourds et champion du monde 2010 de boxe thaï catégorie super-lourds. [réf. souhaitée]